# Atlantica SuperSplash
Pour les articles homonymes, voir Atlanticus, Atlantica, Atlanticum.
Atlantica Super Splash est le nom de montagnes russes aquatiques situées dans le parc allemand Europa-Park. L'attraction porte sur le thème des conquistadores portugais.
Elle a été ouverte le 19 mars 2005 et inaugurée le 12 juillet 2005 pour les 30 ans du parc.

## Généralités et dimensions
Ces montagnes russes de 30 mètres de haut, construites par la société Mack Rides, modèle SuperSplash, ont la particularité de posséder deux descentes, dont une en arrière de 9 mètres de long. Les bateaux effectuent une rotation horizontale à l'aide de deux plates-formes.
L'attraction possède 6 bateaux de 4 rangées de 4 personnes, chaque bateau pesant 5 tonnes. Les passagers y sont retenus par des Lap bar.
Le lac dans lequel les bateaux atterrissent fait 4 400 m2. Un nouveau système de freinage occupe cette attraction : en effet, juste avant l'entrée dans l'eau sont placés des freins magnétiques. Ils ne sont pas mis en fonction s'il fait assez chaud et fonctionnent par plus grand froid. Ainsi, la taille des gerbes d'eau produites par l'arrivée des bateaux dans l'eau peuvent être contrôlées.
- Hauteur : 30 mètres[4]
- Longueur : 390 mètres[5]
- Vitesse maximale : 80 km/h
- Durée du tour : 3 minutes 20
- Largeur du rail : 4 m.
- Bateaux
  - Nombre de bateaux : 6
  - Capacité des bateaux : 16 personnes
  - Poids d'un bateau : 5 tonnes
- Coût total : 5 millions €

## Résumé du tour
Après une file d'attente située dans un bateau baptisé le Santa Marian puis dans un fortin, le visiteur arrive dans la gare, thématisée en citadelle du XVIe siècle, pour embarquer dans un des bateaux portugais de 16 places.
Le bateau est ensuite directement emmené sur un lift à chaîne qui hisse le bateau à 30 mètres du sol, atteignant ainsi une plate-forme tournante. Cette plate-forme tourne alors de 90° vers la gauche et se retrouve face à l'hôtel Castillo Alcazar.
Le bateau est poussé en arrière dans une descente de 9 mètres de longueur puis remonte immédiatement sur une 2e plate-forme tournante avant de tourner de nouveau de 90° vers la gauche. Un vide se présente alors au visiteur puis le bateau est entraîné dans une grande descente en avant. Il effleure une première fois l'eau avant de repasser une bosse qui le fait très légèrement décoller, puis rentre dans l'eau, occasionnant ainsi le "splash" final.
Ensuite, l'embarcation revient calmement dans la gare.

## En dehors de l'attraction
Juste à côté de l'endroit où le bateau rentre dans le plan d'eau, les promeneurs peuvent accéder sur une plate-forme. Au moment où le bateau rentre dans l'eau, les gerbes d'eau atteignent les promeneurs qui sont trempés.
Une boutique de souvenir se trouve à la sortie de l'attraction. Jusqu'à la fin de la saison 2006, le visiteur y trouvait également un stand photo. L'installation photo a été retirée pendant la fermeture du parc et transférée sur le Poséidon.
Le circuit est identique à celui de Journey to Atlantis de SeaWorld San Antonio hormis la présence de bosse après la chute finale.